# Caparić
Caparić (cyr. Цапарић) – wieś w Serbii, w okręgu maczwańskim, w gminie Ljubovija. W 2011 roku liczyła 326 mieszkańców.